# 張國元
张国元（1888年—1952年）别名孟新、孟华、孟煊，广东省合浦县（今属广西壮族自治区）曲樟乡关草营村人。中华民国军事将领、政治人物。

## 生平
清朝光绪三十三年（1907年），毕业于广东陆军中学，留校担任教官。宣统二年（1910年），考入陆军军官学堂。毕业后留校任教官，后来任该校教育长。民国12年（1923年），赴广东军政府任秘书，后来任该部宣传委员。民国15年（1926年），回到北京陆军大学担任教育长半年。同年，出任国民革命军总司令部军务处处长。民国16年（1927年），转任国民政府军事委员会广州分会参谋处处长。民国17年（1928年）11月至民国18年（1929年）5月，任国民政府参谋本部总务厅厅长。后来，因受到牵连，被开除中国国民党党籍。
民国20年（1931年）10月，出任陈济棠的第一集团军总司令部办公厅主任。1933年，出任立法院立法委员。民国25年（1936年）1月，获授陆军中将衔。民国27年（1938年），任第四路军总司令部办公厅主任。民国28年（1939年），任第十二集团军总司令部办公厅主任。民国31年（1942年）5月至民国35年（1946年）1月，任广东省第八区行政督察专员兼保安司令，且于民国34年（1945年）下半年兼任合浦县县长。
中华人民共和国成立后，1951年春，张国元被逮捕关押，同年夏获得释放。1952年春，张国元病逝。